# ジャン＝リュック・ピカード

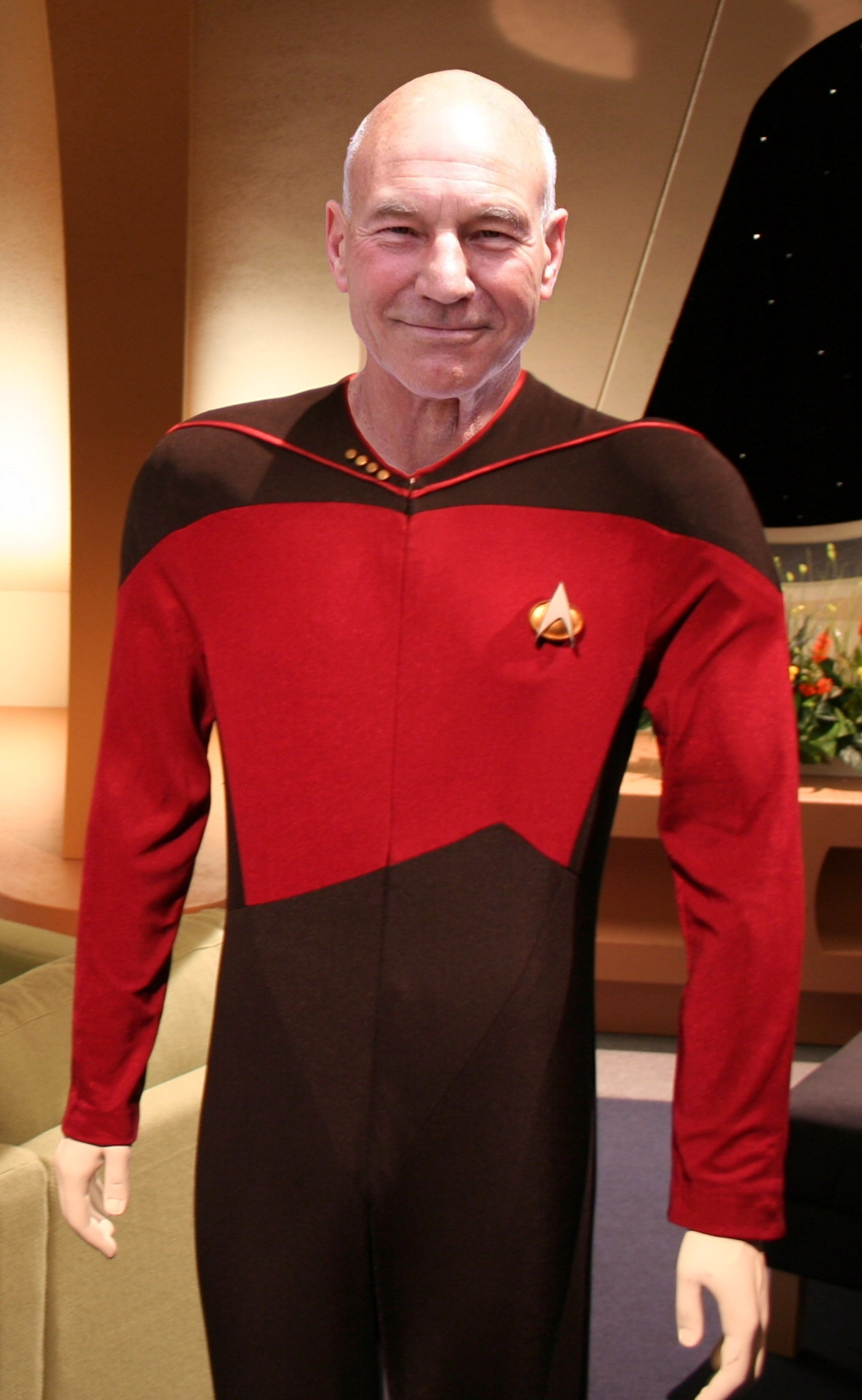
ジャン＝リュック・ピカード

ジャン＝リュック・ピカード（仏: Jean-Luc Picard）は、テレビドラマ、映画『スタートレック』シリーズに登場する架空の人物で、『新スタートレック』および『スタートレック:ピカード』の主人公である。パトリック・スチュワートが演じる。日本語版での声優は吉水慶、後に麦人が担当する。交代は吉水の引退によるものである。

## 略歴

### カーク船長との比較
前作『宇宙大作戦(TOS)』の100年後、『新スタートレック(TNG)』の主人公でU.S.S.エンタープライズNCC-1701-Dの艦長。
前作の主人公であるジェイムズ・T・カーク船長は明るく楽天的な性格で行動力のあるリーダーであったが、それとは対照的に、ピカードは行動的ではあるが常に冷静沈着な艦長として描かれる。カーク船長のキャラクター性は相方のウィリアム・T・ライカー副長に引き継がれており、いわば『新スタートレック』はカーク船長とスポック副長の性格と立ち位置を入れ替えた構図となっている。
ただしピカードは20代半ばまでの若い頃はカーク以上に尖った自信過剰な性格をしており、カークの少年時代が大人しい本の虫だったこととも対照的となっている。ピカードの心臓は人工心臓であるが、これは彼の若かりし時代の暴走の末の喧嘩沙汰が原因であり、彼はそれを恥じ更生する。
また両者とも学生時代は常に成績トップであり、カークが30歳、ピカードは28歳で艦長に就任するなど、両者とも極めて有能な素質を持っている点で共通している。

### 前半生～艦長時代
『新スタートレック(Star Trek: The Next Generation、略称:TNG)』及び劇場版第7～10作
2305年、フランス、ラ・バール（フランス語: La Barre）生まれの地球人。ブドウ園を経営する父モーリス・ピカードと母イヴェット・ジェサール＝ピカードの次男として生まれる。
父の厳格な教育のもと、兄ロベールと共に家族代々の伝統的なブドウ園で育つが、母と共に星を仰ぎ見ながらその向こうに思いを馳せる。
2310年代、幼年期に母イヴェットが死去（後述）。少年時代はトップの成績で、兄のロベールに羨まれる。
2323年、一度受験に失敗したものの、父の反対を押し切って宇宙艦隊アカデミーに入学。ピカード家で初めて太陽系を飛び出す。
新入生として初めてマラソン大会で優勝するなどアカデミー時代も優等生であり、同時に考古学を修めるなど多才であったが、同時に自信過剰で血の気が多い青年でもあった。当時の愛称は“ジョニー”。
2327年、宇宙艦隊アカデミーを卒業し少尉に任官。宇宙基地での休暇中に前述の性格が災いして、酒場で乱闘を引き起こし異星人に刺されてしまう。
この事件によりピカードは心臓を失い、人工心臓を埋め込むことになる。その後U.S.S.リライアントでの勤務を経て、U.S.S.スターゲイザー(NCC-2893)に配属され、操舵手となる。
2333年、大尉として勤務していた時に当時の艦長が殺され、かわりに指揮を執った事が評価されて28歳で大佐に昇進し、以降22年間にわたりスターゲイザーの艦長を務める。
この時、部下の中には親友のジャック・クラッシャーがいたが、上陸任務で殉職させてしまう。2355年、マクシア・ゼータ星系で正体不明艦からの奇襲を受け交戦（マクシアの戦い）。
短距離ワープを駆使した戦術を編み出し、敵艦を撃破するが、スターゲイザーも甚大な被害を受け、艦を放棄する。この時に取った戦術は「ピカード作戦（Picard Maneuver）」として宇宙艦隊アカデミーの教科書に記載されることとなる。
その後、通称「スターゲイザー裁判」と呼ばれる軍法会議で艦を喪失した責任を問われるが無罪となり、「ピカード作戦」を考案した功績でグランカイト戦略勲章を授与される。
2364年、当時の最新鋭艦で宇宙艦隊の旗艦であるギャラクシー級U.S.S.エンタープライズD(NCC-1701-D)の艦長に就任する。
この時、乗組員の中には前述の友人ジャック・クラッシャーの妻、ドクター・ビバリー・クラッシャーとその息子、ウェスリー・クラッシャーがいた。
ファー・ポイント基地において副長のウィリアム・ライカー中佐を迎え、ベタゾイド人の血を引くカウンセラーのトロイ、アンドロイドのデータ少佐、
クリンゴン人の艦隊士官ウォーフ、全盲の操舵手(後に機関主任)ラフォージらと共に働くこととなる。
同任務にて全能の生命体「Q連続体」と遭遇。Qはピカードを気に入り、以降たびたびQによって運命を翻弄されることになる。
2366年、クリンゴン帝国総裁の座を巡る争いに巻き込まれ、翻訳機無しでクリンゴン語を話し、クリンゴンの文化に通じているピカードは外交手腕を発揮。
当時の総裁クンペックやガウロンといった帝国内の重要人物に貸しを作り、一目置かれる存在となる。後に他の任務での必要性からクリンゴンの遮蔽戦艦を借りる、部下であるウォーフのために弁護人を務める等、
そのコネクションを最大限利用する事となる。
2367年、機械と有機生命が融合した敵性種族ボーグ集合体は惑星連邦を侵略し、宇宙艦隊旗艦の指揮官としての戦略的知識や交渉能力を利用するためピカードは拉致され、彼らと同様の機械生命体に改造される。
ピカードは意思と行動の自由を奪われ、ボーグの代弁者「ロキュータス」としてかつての仲間と対峙させられる。強制的にピカードの戦略的知識を得たボーグ集合体は、迎え撃つ40隻からなる宇宙艦隊のうち39隻を破壊する（ウルフ359の戦い）。
ピカードはエンタープライズの指揮を引き継いだライカーらクルーによってからくも救出され、地球侵略を目前にボーグ艦の破壊に成功するが、ピカードは大きな心的外傷を負い、この経験は長年にわたりピカードを苦しめることになる。
エンタープライズは破損箇所を修復するため地球上で大規模なオーバーホールを受け、ピカードも休暇を取り実家に帰省する。そこで兄ロベールと甥のレネに再会し、ロベールはピカードに喧嘩をけしかけ、心に溜まっていたものを吐き出させる。
そしてピカードは、レネがかつての自身と同じように星を仰ぎ思いを馳せる少年であることを知る。
2368年、ピカードは失踪した惑星連邦大使スポックを捜索するため、敵対するロミュラン星間帝国へ潜入する。その結果、2000年前にヴァルカンから分離した種族であるロミュランと、ヴァルカンを再統一するための運動をスポックが率いていることが明らかになる。
2371年、火災によって兄のロベールと甥のレネを失い、ピカードは家系の最後の生き残りになる。すべての希望が叶うという蜃気楼のような現象「ネクサス」に戻ろうとするエル・オーリア人科学者、トリアン・ソランの計画に巻き込まれ、ヴェリディアン3号星軌道上にてクリンゴン艦と交戦。ネクサスに取り込まれていた（78年前に殉職したはずの）ジェームズ・T・カークの力を借りてソランの計画を阻止するものの、U.S.S.エンタープライズ(NCC-1701-D)を撃墜され喪失する（『スタートレック ジェネレーションズ』）。
2372年、エンタープライズDの後継である新造のソヴェリン級宇宙艦U.S.S.エンタープライズE(NCC-1701-E)を与えられ、艦長に就任。翌2373年、ボーグ集合体の第2次地球侵攻を阻止する（『スタートレック ファーストコンタクト』）。
2375年、艦隊の誓いを破った宇宙艦隊のダワティ提督とソーナ人による陰謀を阻止するため、反旗を翻す（『スタートレック 叛乱）。
2379年、長らく惑星連邦と敵対するロミュラン帝国で、隷属種族レムス人のリーダー、シンゾンによる政変が起こるが、シンゾンはロミュラン人によって作り出されたピカードのクローンであることが明らかになる。
ピカードは自身の分身であるシンゾンと対決し、ロミュラン帝国との和解の緒をつけるが、ピカードの命を救うために部下のデータ少佐が殉職する（『ネメシス/S.T.X』）。

### 提督時代および退役後
『スタートレック：ローワーデッキ』30話「夜空の星」において、宇宙暦58499.2（2381年、「ネメシス/S.T.X」の2年後）の時点で提督に昇進し艦長職を引退していることが判明する。
『スタートレック:ピカード』
2387年までにピカードは宇宙艦隊大将に昇格し、超新星爆発に見舞われたロミュラン帝国の母星、ロミュラスの崩壊（『（スター・トレック (2009年の映画)』）からロミュラン人を救うため、提督として副官のラフィと共に救出作戦を指揮する。しかし、2年前に起こった人工生命体による火星襲撃により、宇宙艦が不足している事を理由に、仇敵であったロミュランの救出に対し10以上の連邦加盟国が反対したために、惑星連邦はロミュラン人の救出から撤退する。
ピカードは再三にわたり救出作戦の続行を訴えたものの認められず、これに抗議して辞職する。退役後は、ロミュラン出身のラリスとジャバンと共に生家のワイナリー「シャトー・ピカード」に隠棲する。
2399年、火星襲撃を受けて連邦では人工生命が禁止される中、殉職したデータ少佐を基に作られた人工生命の女性、ダージが「シャトー・ピカード」に現れ、ピカードに助けを求める。しかしダージはロミュランの諜報機関タル・シアーの中の秘密組織ジャット・ヴァッシュに暗殺されてしまう。ダージが双子であり、もう一人の存在ソージがいることを知ったピカードは、不治の難病とされるイルモディック症候群を抱えながらも、旧知のつてを辿り、フリーランスの貨物船長クリストバル・リオスの小型宇宙船「ラ・シレーナ」で、かつての副官ラフィ、護衛役でロミュランの修道僧「クワト・ミラット」のエルノア、人工生命研究者のアグネス・ジュラティとともに地球を離れる。道中、元ボーグでU.S.S.ヴォイジャー（『スタートレック:ヴォイジャー』）のクルーだったセブン・オブ・ナイン、30年前に助けたボーグ・ドローンのブルー、かつてのエンタープライズ時代の仲間ディアナ・トロイ、ウィリアム・T・ライカーらに助けられる。そして、ロミュランの支配下にある休眠ボーグ・キューブでソージに出会う。ピカードたちは人工生命を憎むジャット・ヴァッシュが火星襲撃を引き起こし、人工生命の禁止を招いたことを知り、かつてデータを製作したヌニエン・スン博士の子息で人工生命研究者のアルタン・イニゴ・スンにより、ソージのような人工生命たちが製作されて住んでいる惑星コッペリウスに向かう。ソージら人工生命は「高度な人工生命」に接触して有機体に対する破滅的な戦争を始めようとするが、ピカードの説得により断念する。ジャット・ヴァッシュ率いるタル・シアーの艦隊が追撃して来るが、復職したライカーが指揮する宇宙艦隊を前にして引き下がる。
ピカードは一連の行動で無理が祟り、持病のイルモディック症候群が悪化して病死してしまうが、スンとアグネス・ジュラティによってその意識を新しい人工の体に移植され、人工生命体に生まれ変わる。その際、量子シミュレーションに保存されていたデータの意識と再会する。データのシミュレーションは彼が求めた人間らしさの象徴として死を望み、ピカードは彼の望みを叶える。
2401年、ピカードは大将として宇宙艦隊に復帰し、宇宙艦隊アカデミーの総長に就任。ピカードを指名し助けを求める存在が空間異常から現れ、宇宙艦隊の要請でクリストバル・リオス大佐が指揮するU.S.S.スターゲイザー(NCC-82893)に乗り組み
艦隊を率いて調査に赴く。すると空間異常から未知のボーグ船が現れ、ボーグ・クイーンがスターゲイザーに乗り移りコンピューターに接続。艦隊のコントロールを奪われる。ピカードは同化を防ぐため、スターゲイザーを自爆させる。その瞬間、Qが現れ、彼が「選ばれなかった道」と呼ぶタイムラインにピカードと仲間たちを送る。そこは歴史が変わり、惑星連邦の代わりに排外的な地球連合が存在しており、ピカード自身も他種族を征服・根絶する冷酷な将軍とされている。紆余曲折の後、「ラ・シレーナ」に集ったピカードらとボーグ・クイーンは歴史を元に戻すため、タイムワープを用いて分岐点である2024年に時間移動する。ラ・シレーナは地球に墜落し、ピカードは咄嗟に実家の「シャトー・ピカード」に不時着させる。そこでピカードは自身が長年封印してきた母に関する記憶と向き合うことになる。ピカードの母イヴェット・ジェサールは精神疾患を患っており、少年ジャン・リュックの目の前で首を吊った過去が明らかになる。ピカードらは歴史が変わった地点がエウロパ有人飛行計画に祖先で宇宙飛行士のルネ・ピカードが乗り組むか否かである事を特定し、Qの干渉やボーグ・クイーンの妨害を受けつつも、エル・オーリア人の旧友ガイナンや「宇宙大作戦」に登場した監査官、ゲリー・セブンの後継者で見た目がラリスそっくりな監査官タリンの協力を得て有人飛行計画を成功させる。アグネス・ジュラティはボーグクイーンと同化し、人間としての個性を備えた新たな存在となる。ピカードは寿命を迎えたQを友人と呼び、二人は別れを告げる。Qの力で25世紀に戻ったピカードは、スターゲイザーの自爆命令を取り消し、乗り移ったボーグ・クイーン（改変された時間軸から来たボーグ・クイーンとアグネス・ジュラティの融合体）に対して惑星連邦への暫定加盟を認める。ボーグ・クイーンは謎のトランスワープゲートを監視するためにその場に留まり、ピカードはシャトー・ピカードでラリスとの関係を始める。
2401年のその後、ピカードはビバリー・クラッシャーから暗号化された救難信号を受け取り、ライカーやセブンの協力で、U.S.S.タイタンでライトン星系に赴く。負傷したビバリーと、存在を知らなかった自分の息子で逃亡犯のジャックに会う。ジャックを狙う強大な戦艦シュライクと戦い、さらには艦隊内に可変種が浸透し支配しているとロー・ラレンに聞かされ、可変種が狙うジャックを守るためにタイタンで逃亡する。ウォーフやジョーディ・ラ＝フォージの助力を得て、デイストローム研究所から盗まれた兵器を探すため、新たに製作され研究所内に保存されていたデータを回収する。盗まれたのは自分の遺体だと知る。一時はタイタンを可変種に制圧されるも、データの力で奪い返す。自分の遺伝子がかつてボーグにより改変され、ジャックに伝えられ、イルモディック症候群と類似の症状を発現していたと知る。さらに自分の遺体から回収されたボーグの遺伝子は、可変種により転送装置を使うすべての艦隊員に埋め込まれている。フロンティア・デーの日、若く頭頂葉が未発達の艦隊員では発現してボーグに同化され、全艦船で反乱が勃発し、新システムで同期されていた艦隊全体も同化される。ピカードらはジョーディの案内で逃げ、艦隊ミュージアムで修復・保全されていた、新同期システムを装備されていないU.S.S.エンタープライズDに乗り込む。艦隊が地球を攻撃する間、木星に隠れたボーグ・キューブに入り、ボーグに同化され、他の同化された艦隊員を操る司令塔となっていたジャックを発見する。同化されて多くの人命を奪わされたトラウマを完全には克服出来ないまま23年間避け続けてきたボーグ集合体に自ら接続してジャックを説得して奪回する。エンタープライズがピカードらを救助し、ボーグ・キューブを破壊して艦隊の同化も解ける。
1年後、ジャックが少尉として乗り込むタイタンがエンタープライズ-Gと改名されたのを見届ける。

## 人物
趣味は考古学と乗馬で、休暇時に古代文明の発掘調査に行くほか、艦内にまで自分の鞍を持ち込んでいる。宇宙考古学の他にも哲学・歴史・芸術などに造詣が深く、よくウィリアム・ライカーやウェスリー・クラッシャーに「宇宙考古学を勉強したまえ」等と言ったり、発掘調査で発見した遺物を嬉々としながら部下に見せたりする。艦長室の水槽ではリビングストンと名づけたミノカサゴを飼っている。
アールグレイ紅茶を好み、エンタープライズのフード・レプリケーターに「Tea Earl Grey hot.」と注文するシーンがよくある。このレシピは当初ライブラリに入っていなかったため、自分で作成した。また実家で醸造した「シャトー・ピカード（フランス語:Chateau Picard（シャトー・ピカール）」という銘柄のワインを特別な時に部下と飲む。
ホロデッキ（娯楽用の施設）では架空の私立探偵「ディクソン・ヒル」の役やシェークスピア劇を好んで演じ、部下に芝居の助言をした事もある。読書は「PADD」（タブレット端末）ではなく、古典的な紙の本を好む。艦内のバー「テン・フォワード」で時折開催される演奏会では、レシクの笛と呼ばれる古代文明の楽器を演奏することがある（ピカードは滅亡した古代文明「カターン」での一生を仮想体験した事があり、この笛は文字通り「一生の思い出の品」）。油絵など絵画を嗜むこともあったが、決して達者ではないようでデータに作品を酷評される。
苦手なものは小動物、子ども、Q、および部下の母親であるラクサナ・トロイであるとされている（子どもについては「カターン」での体験から苦手意識を克服したが、ラクサナ・トロイについては連邦大使という頭の上がらない役職に加えて、堅物のピカードに熱を上げたり「ジャン＝リュック、また淫らな事を考えて」等とからかったりするなど奔放な性格を大の苦手としている）。
上陸任務を好む（もっとも、艦隊規則では基本的に艦長が上陸任務を行うのは禁止されている）。短距離ワープによって敵艦を撹乱する「ピカード作戦」を編み出すなど、冷静沈着で名指揮官と名高いが、頑固で融通の利かない所もある。兄嫁のマリー曰く、厳格で頑固なのはピカード家の血筋であるらしい。
髪型はスキンヘッドである。これは兄のロベールも禿頭なのでピカード家の遺伝の可能性があり、髪型については作品内でも度々ネタにされる。ピカード自身も血が繋がった息子と疑われた人物（実際は血縁関係なし）に対して将来髪が後退すると示唆したことがある。なお宇宙艦隊アカデミー在籍中はスキンヘッドであったが、少尉任官時には再び生えそろっており、スターゲイザー艦長時代までは頭髪は確認できる。
独身で通してきたが、親密な仲になった女性がいないわけではない。「一筋縄ではいかない」タイプの女性を好む傾向があるとされ、例としてはトレジャーハンターのバッシュや科学士官のダレン少佐らが挙げられるが、いずれの人物もピカードの艦長としての美学や責任感を交際の障害として別れる。ビバリー・クラッシャーとはプライベートではお互いをファーストネームで呼び合い、朝食を一緒に摂る間柄だが、友達以上恋人未満的な関係である。可能性の未来においては結婚した後別れている。
強情で折れにくく、不屈の精神を持っている。席から立ち上がるときに見せる制服の弛みを伸ばす仕草はそうした性格の現れとして描かれている。堅物で過度にストイックな一面があり、休暇先に性に開放的なリゾート惑星を勧められた際にはひたすら辟易したこともある。
アンドロイドである部下のデータ少佐は、彼がより人間に近づくためのモデルの筆頭にピカードを挙げ、本人を慌てさせる。
セブン・オブ・ナインからも、物事を詩的に表現する才能に優れており、苛々する事もあるが、いつも見守られているように感じているとも表現されており、いつかはピカードのような、多くの人間が自然についてくる指揮官になりたいと尊敬されている。
戦闘、交渉ともに長けているが、本人は外交が主体の任務は好きではないとされ、「我々は探検家のつもりなんだが」と、こぼすこともある。
年齢と実績の為に、何度も提督への昇進を打診され、宇宙艦隊アカデミーの校長ポストまで提示されたこともあるが、宇宙艦隊では英雄とされている23世紀のエンタープライズ船長ジェームズ・T・カーク同様、探検家を自認し船を指揮することを生き甲斐にしている為、辞退している。同年代には将官クラスや、艦長や法務総監などの大佐クラスが多く、上官である提督にもファーストネームで呼べるぐらいの友人がいる。
自分の鞍を艦内に常備してあるのは「いつ、どこで乗馬のチャンスがあるかわからない」からだが、実際には休暇を取らないことで艦内では有名である。
エンタープライズに乗り組んでいる上級士官には無礼講でポーカー・ゲームをする慣わしがあるが、ピカードは『新スタートレック』の最終回に至るまで長年このゲームに参加したことがなかった（本人曰く「もっと早く来ればよかった」）。
他の『スタートレック』作品の主人公と最も多く共演している。

## 出身地
ピカードの出身地は、公式サイトに地球・フランスの「ラ・バール」(Labarre)と記載されている。『スタートレック:ピカード』の予告編に出てくるピカードの実家で作られたワインボトルのラベルにブルゴーニュ＝フランシュ＝コンテと記載されているが、この地域には「ラ・バール」というコミューンが2つ（オート＝ソーヌ県ラ・バール、ジュラ県ラ・バール）あり、どちらであるのかは特定できない。『ピカード』シーズン2第10話では、ピカードは第二次世界大戦中に先祖がシャトー・ピカードのトンネルに武器を隠したと説明している。ジュラ県のラ・バールは、ドイツ軍占領地域とヴィシー・フランスの自由地域の境界に近かった。オート＝ソーヌ県のラ・バールは境界より南の自由地域にある。同シーズン第2話でピカードたちがラ・バールに近づくシーンでも、ジュラ県の方に近寄っている。
同シーズン第4話で、ピカード家は第二次世界大戦中にドイツ軍の占領から逃れるためイギリスに渡り、その後も数世代にわたってイギリスに居住したため、2024年の段階ではシャトー・ピカードは無人となっていることが語られている。

## 経歴
- 2305年、地球、フランスのラバールに生まれる
- 2323年、宇宙艦隊アカデミー入学
- 2327年、U.S.S.レオデグランス 実習乗務[9]（士官候補生）
- 2327年、宇宙艦隊アカデミー 卒業（一浪）。U.S.S.リライアントに配属（少尉）
- U.S.S.スターゲイザー ブリッジ士官（大尉）
- 2333年、U.S.S.スターゲイザー 艦長（大佐）
- 2363年、U.S.S.エンタープライズD 艦長（大佐）
- 2372年、U.S.S.エンタープライズE 艦長（大佐）
- 2381年、宇宙艦隊司令部付[9] （提督[10]）
- 2385年、U.S.S.ヴェリティ 艦長（大将）（コミック『Star Trek: Picard Countdown』）[11][12]
- 2385年、ロミュラン人救出中止に抗議して宇宙艦隊を辞任し、生まれ故郷に隠棲する[13]
- 2399年、データの娘の探索のために宇宙に出て病死。人工生命体になる
- 2399年から2401年の間に宇宙艦隊に復帰(大将)、アカデミーの総長を務める
- 2401年、Qにより排外的な地球連合が銀河系を支配する別の時間線に飛ばされ、歴史を修復するため2024年に時間旅行する
- 2401年、ビバリー・クラッシャーから息子ジャックをもうけていたことを告白される。ジャックを巻き込んだ、ボーグと可変種による宇宙艦隊と地球存亡の危機を解決する。

## 家族
特に断りがない限り、映像作品における設定である。
- モーリス・ピカード（父、故人）
- イヴェット・ピカード（母、故人）
- ロベール・ピカード（兄、2371年死去）
- レネ・ピカード（甥、2371年死去）
- ビバリー・クラッシャー（妻、TNG S7E25, E26『永遠への旅』での可能性の未来）
- ルネ・ピカード (21世紀の祖先、宇宙飛行士)
- ジャック・クラッシャー (ビバリー・クラッシャーが隠していた息子)